# Abbaye Notre-Dame de Ham
L’abbaye Notre-Dame de Ham fut une abbaye de chanoines réguliers fondée au XIIe siècle à Ham, au sud-est du département de la Somme et supprimée à la Révolution française.

## Histoire

### Une abbaye de chanoines réguliers
Il existait à Ham, depuis la période carolingienne vraisemblablement, des chanoines séculiers (Ordo antiquus). En 1108, participant au grand mouvement de réforme canoniale, les chanoines de Ham devinrent des chanoines réguliers (Ordo novus). 
Le seigneur de Ham, Odon II (1060-1089), et son épouse Louise renoncèrent à leurs droits sur l’église Notre-Dame de Ham en faveur de Baudry, évêque de Noyon, afin de créer à Ham un établissement de chanoines réguliers. Cette donation fut approuvée par le comte de Vermandois et par le roi de France Philippe Ier. 
Le pape Pascal II érigea la communauté de chanoines en abbaye. Les chanoines réguliers suivaient la règle de saint Augustin (regula tertia), et en tant que prêtres exerçaient des missions paroissiales. Les chanoines de Ham s’affilièrent à l’abbaye Saint-Victor de Paris.
L’abbaye de Ham abrita les reliques de saint Waneng avant 1199.
Les chanoines revêtaient une robe blanche dans l'abbaye mais devaient revêtir une robe noire quand il sortaient de leur monastère.
En 1469, les abbés de Ham obtinrent du pape Paul II le droit de porter la mitre et les ornements pontificaux.

### Adhésion à la Congrégation de France
À partir de 1532, les abbayes françaises passèrent sous le régime de la commende. Les abbés n’étaient plus élus par les chanoines, le roi avait obtenu du pape par le oncordat de Bologne, le pouvoir de les nommer. Les abbés commendataires ne résidaient plus dans leur abbaye. Ce fut le déclin de l’abbaye de Ham.
En 1641, Les chanoines de Ham participèrent au mouvement de réforme canoniale impulsé par Charles Faure et se placèrent sous l’autorité de l’abbaye Sainte-Geneviève de Paris d’où leur nom de chanoines génovéfains et adhérèrent à la Congrégation de France.
Louis XIV logea à plusieurs reprises à l'abbaye entre 1663 à 1676 alors qu'il se rendait en Flandre. On trouvait donc à l'abbaye la Salle du Roi, la Salle du Dauphin, une salle de billard et un oratoire.
L’abbaye fut reconstruite au XVIIe siècle et au début du XVIIIe siècle. Elle possédait une bibliothèque de plus de 8 000 volumes dont plusieurs manuscrits et évangéliaires qui furent vendus, transférés au district de Péronne ou brûlés le 20 brumaire an II.
Les revenus de la mense abbatiale s’élevaient à 30 000 livres. La déclaration des biens du 24 février 1790 indique que l’abbaye possédait des terres dans plus de quarante-cinq paroisses qui rapportaient 15 296 livres et 2 792 setiers de blé et 288 setiers d’avoine.

### Disparition de l'abbaye
La loi du 19 février 1790 supprima le clergé régulier. L’abbaye de Ham fut déclarée Bien national et l’église abbatiale Notre-Dame reconstruite en 1760 devint la seule église paroissiale de la ville. Le mobilier fut vendu le 21 novembre 1791 et les bâtiments furent convertis en hôpital militaire. Puis le 10 thermidor an IV, les bâtiments conventuels furent vendus à un particulier pour la somme de 13 500 livres.
L'église et les bâtiments conventuels furent en grande partie détruits le 19 mars 1917 lors du repli allemand sur la ligne Hindenburg. Destruction amplifiée lors de la reprise de Ham par les Alliés le 6 septembre 1918. Ils furent restaurés dans l'entre-deux-guerres.
Ce qu’il reste des bâtiments abbatiaux accueille, depuis 1937, un établissement scolaire privé catholique.

## Liste des abbés

### Abbés conventuels
- 1108-1132, Huldon
- 1132-1143, Barthélémi,
- 1143- ?  , Renaud Ier,
- avant 1160-1168, Hugues
- 1168-1188, Renaud II,
- 1188- ? , Jean Ier,
- ? - 1242, Thomas,
- 1242-1263, Roger,
- 1263-1277, Pierre Ier,
- 1277-1304, Jean II,
- 1304-1310, Gobert,
- 1310-1330 Huës,
- 1330-1373, Pierre II,
- 1373-13?, Henri Moisset,
- ?   -1389, Jean III,
- 1389-1417, Adrien,
- 1417-1450, Pierre III,
- 1450-1459, Raimond Ier,
- 1459-1481, Pierre IV,
- 1481-1504, Raimond II,
- 1504-1524, Pierre V,
- 1524-1533, Jean IV.

### Abbés commendataires
- 1533-1537, Silvain, docteur en théologie
- 1537-1547, Charles de Bourbon, cardinal, archevêque de Rouen,
- 1547-1552, Nicolas, cardinal Sainte-Marie,
- 1552-1562, Antoine Caraccioli, prince de Melphes, évêque de Troyes,
- 1562-1568, Guillaume Viole, évêque de Paris,
- 1568-1595, Pierre de Dreux, chanoine de Paris,
- 1595-1605, Nicolas Duval, conseiller du Parlement,
- 1605-1627, Nicolas Lescalopier, référendaire apostolique et aumônier du roi,
- 1627-1642, Armand Jean du Plessis de Richelieu, cardinal, évêque de Luçon,
- 1642-1659, Pierre du Buisson, fils d'Alexandre du Buisson, gouverneur de Ham,
- 1659-1702, Louis Fouquet, évêque d'Agde,
- 1702-1720, Humbert Ancelin, évêque de Tulle de 1680 à 1702 et aumônier du Roi.
- 1721-1731, Alexandre-Antoine du Foudras de Château-Thiers,
- 1731-1745, René de Sesmaisons, ex-jésuite profès,
- 1745-1746, Augustin-César d'Hervilly de Devise, évêque de Boulogne,
- 1746-1789, François-Joseph-Gaston de Partz de Pressy, évêque de Boulogne
- 1789-1790, Jean-René Asseline, évêque de Boulogne.

## Pour approfondir